# Миколаївське товариство аматорів природи
Миколаївське товариство аматорів природи (МТАмП) – громадський науковий осередок популяризації природничо-наукової думки в Миколаєві, навколо якого об'єднувалася інтелігенція з різними науковими інтересами. Товариство зробило вагомий внесок у розвиток освіти, науки, культури та деяких галузей природознавства Півдня України. Завдяки активній праці його членів, воно отримало широке визнання як в Україні, так і поза її межами. Діяло у 1908—1917 рр.

## Історія виникнення та мета МТАмП
Ініціаторами створення МТАмП були відомі на той час науковці: ботанік П. В. Крижевський, геолог О. П. Сапожніков і студент Київського політехнічного інституту, а з часом видатний вчений природознавець О. А. Яната.  
Метою майбутнього Товариства стало наукове вивчення краю у природничонауковому відношенні, популяризація природничо-історичних знань, збудження інтересу і любові до природи взагалі, сприяння школам при викладанні природознавства. Їх ідеї зустріли одностайну підтримку представників місцевої інтелігенції і вчених М. І. Фадєєва, К. О. Чернишова, Г. І. Веревського та ін., які були запрошені на приватне зібрання з приводу організації Товариства у 1908 р.
Зібрання доручило Крижевському і Сапожнікову виробити проєкт Статуту. Після місячної роботи проєкт було складено, і в середині жовтня 1908 р. було затверджено. 26 жовтня 1908 р. в залі міської думи відбулися перші Загальні збори, на котрих були присутні 54 особи, які побажали стати членами Товариства.

## Статут Товариства
Завдання, структура, порядок роботи МТАмП, склад його членів та керівних органів, регламент роботи, форми звітності визначалися Статутом Товариства.
В Статуті зафіксовано, що Товариство передувало мету викликати серед аматорів інтерес до природи та розповсюджувати загальноосвітні природничо-історичні знання. Для досягнення цієї мети Товариство:
·       Скликає свої зібрання, присвячені: бесідам і доповіддям наукового і практичного характеру, що відносяться до різних відділів природознавства; бесідам, що стосуються акваріумів, терраріумів, кімнатного і повітряного квітникарства, колекціонування.
·       Влаштовує свої бібліотеку, музей, лабораторію для проведення дослідів по розведенню тварин і рослин в кімнатних умовах, аналізу грунтів і різних добрив та засобів для боротьби з паразитами і шкідниками тварин і рослин, штучних кормів.
·       Проводить досліди акліматизації тварин і рослин.
·       Розробляє заходи щодо охорони корисних тварин.
·       Закладає ботанічні та зоологічні сади, влаштовує громадські акваріуми. Організовує платні і безкоштовні публічні лекції та виставки. Виготовляє колекції для шкіл.
·       Друкує протоколи своїх зібрань із розміщенням в них зроблених у Товаристві повідомлень, доповідей, рефератів та видає свої праці у вигляді окремих збірників або власний журнал.
·       Влаштовує екскурсії з метою загального практичного ознайомлення з природою та дослідження своєї місцевості.
·       Товариство має право, на основі загальних законів, орендувати і купувати необхідне нерухоме майно. Зводити будівлі.
Товариство має печатку з надписом свого найменування.

## Організаційні засади товариства
Головна функція МТАмП — залучення місцевої інтелігенції для проведення спостережень природних явищ, організації збору первинних матеріалів для досліджень у галузі флористики, метрології, сільського господарства, геології, метеоритики; просвітницька діяльність серед широких верств населення, популяризація наукових досягнень, розповсюдження наукової методології на різні сфери діяльності. 
На одному з перших засідань Правління 2 листопада 1908 р. його головою було обрано М. П. Леонтовича, секретарем О. П. Сапожнікова і казначеєм М. Є. Крижевську. На других загальних зборах були обрані кандидатами до членів Правління І. І. Грінченко, В. Г. Метельський і П. Ф. Павлов, членами ревізійної комісії Т. О. Баздирєв, Г. І. Веревський і Л. П. Гармашев. Через деякий час М. П. Леонтович відмовився від посади керівника і головою Товариства було обрано М. І. Фадєєва.
 Загальні збори відбувались кожні два тижні, у недільні дні. Було організовано 4 секції: зоології, ботаніки, фізики, геології. Заняття секцій відбувалися щотижня. Головою секції ботаніки був обраний Я. І. Теодорович і секретарем О. М. Чаєв, пізніше — П. В. Крижевський і В.Є Кірсанов. В секції зоології — головою І. І. Грінченко (згодом І. С. Чехов) і секретарем М. Д. Семенова. В секції фізики  – головою М. С. Пилипенко, а згодом Г. І. Веревський, секретарем О. М. Чаєв. В секції геології — голова О. У. Матусовський, згодом М. І. Фадєєв, секретарем Л. П. Гармашев.
Функцію керівного органу Товариства виконувало Правління, яке складалося з голови, товариша голови (помічника), трьох членів Правління, секретаря і казначея, які обиралися із середовища почесних і дійсних членів товариства. Товариству надавалосся право, на випадок потреби, змінювати число членів Правління. Місце знаходження Правління було в Миколаєві.
Правління було представником МТАмП в усіх відношеннях, воно завідувало усім майном Товариства, слідкувало за виконанням постанов його зборів, розглядало усі заяви, що поступали до Товариства, а також подані на збори повідомлення і реферати; затверджувало програми платних публічних лекцій. Правління розпоряджалося усіма виданнями Товариства. До річних зборів воно готувало детальний звіт про свою діяльність, про надходження і витрати та стан майна, визначало напрямки діяльності Товариства на наступний рік, планувало прибутки і витрати. Як правило, посадові особи обиралися на два роки. Правління збиралося в міру необхідності за пропоціцією голови. Для того, щоб засідання Правління було дійсним, необхідна була присутність на ньому не менше трьох членів, враховуючи головуючого. Справи в Правлінні вирішувалися відкритим голосуванням, простою більшістю голосів, при рівності яких перевагу давав голос головуючого.
Проведення загальних зборів (засідань) було однією з основних форм діяльності Товариства.
Основними формами роботи Товариства щодо розповсюдження природничонаукових знань були: читання лекцій (з біології, зоології, астрономії, загального природознавства, педагогіки, психології, філософії, археології, етнографії); влаштування екскурсій та експедицій; виступи з доповідями з природознавства на загальних зборах Товариства. Разом з цим члени МТАмП брали участь у з'їздах і міжнародних конгресах, діяльності публічних комітетів щодо розповсюдження наукових знань серед населення.
Структурні особливості МТАмП визначав його Статут.

## Членство та члени у МТАмП
Згідно Статуту, до Товариства входили члени, почесні, дійсні і співробітники. Кількість членів не обмежувалась.
Членами Товариства могли бути без різниці статі і звання як російські, так і іноземні піддані, за винятком неповнолітніх, вихованців нижчих і середніх навчальних закладів, осіб, які перебували на службі, юнкерів. Учні середніх навчальних закладів заохочувалися до діяльності для виконання різних доручень під керівництвом членів Товариства, причому від учнів нижчих і середніх навчальних закладів вимагалися згоди їх керівництва та родичів. Особи, які перебували на військовій службі, допускалися до участі в Товаристві також з дозволу відповідного керівництва.
Дійсними членами Товариства вважалися особи, які представили рекомендацію не менш двох членів Товариства і такі, що зробили членський внесок. Членами-співробітниками обиралися на зборах особи, які надали Товариству відомої користі. Почесними членами обиралися на все життя особи, які надали Товариству особливі послуги. За пропозицією правління на річних або надзвичайних зборах таємним голосуванням, якщо за дану пропозицію проголосувало 2/3 присутніх. Почесні члени звільнялися від обовязкових членських внесків і не мали жодних обовязків, за винятком добровільно на себе взятих, і при цьому користувались усіма правами дійсних членів.
Почесні і дійсні члени Товариства користувалися на зборах правом вирішального. А члени-співробітники — правом дорадчого голосу. До дійсних членів Товариства предявлялися досить високі вимоги. Засновниками Товариства вважалися особи, які брали участь в обговоренні проекту його статуту. Кожен із засновників Товариства був його дійсним членом.
Члени МТАмП мали певні права і обовязки. Так, кожний дійсний член вносив до каси Товариства при вступі 3 рублі. Одноразовий внесок 10 рублів звільняв члена Товариства від щорічної плати. Розмір членських внесків міг бути замінений згідно постанови надзвичайних зборів Товариства.
Почесні члени і члени-співробітники не вносили членської платні. Член Товариства, який не сплачував внесків протягом року, до участі в зборах  не допускався. Новообрані члени вступали в свої права тільки після сплати внеску.
До Товариства входили представники різних верств — від крупних державних чиновників до вчителів нижчих навчальних закладів, а також аматорів природи з пересічних громадян. Коло професій членів Товариства надзвичайно велике. Найбільші групи складали вчителі, медики, землекористувачі тощо. Загалом склад членів Товариства за професіями був відносно постійним і змінювався лише в окремих групах. А таких груп було багато — це педагоги, медики, природознавці, агрономи, інженери і техніки, зоологи, фізики і математики, ботаніки, юристи, земські службовці (статистики, землеміри, ветеринарні лікарі), хіміки, лісоводи, садоводи, геологи, географи, ґрунтознавці, землекористувачі, метеорологи, археологи, етнографи, історики. Кількість членів Товариства налічувалось понад 150 осіб, серед них відомі представники наукової і місцевої інтелигенції: О. А. Яната, К. А. Чернишев, А. П. Сапожніков, А. Ф. Яната, Г. Е. Кровопусков, Е. П. Францев, П. В. Крижевський, В. В. Рюмін, Л. П. Гармашев, М. П. Леонтович, О. С. Дойч, М. М. Аркас, О. Л. Пухальська, І. С. Некрасов.

## Напрямки діяльності

### Фінансовий
Статут МТАмП чітко визначав його фінансову діяльність. Згідно Статуту на покриття витрат Товариство мало різні статті:
·       Грошові пожертви від держави;
·       Кошти, виручені від продажу видань Товариства;
·       Одноразові і річні членські внески;
·       Грошові пожертви від громадян;
·       Прибутки від виставок, читань лекцій, вистав, концертів.
На початку діяльності МТАмП приміщення для засідань секцій і бібліотеки надавалося Товариством збереження і придбання, «Просвітою», Технічним товариством, Міською управою і Міськими зборами. Але у 1912—1913 рр. Міська управа відібрала приміщення, раніше надані для бібліотеки і лекційних занять. І тільки завдяки Миколаївському відділенню Російського технічного товариства, яке за невелику орендну плату віддало частину свого будинку під музей, бібліотеку і секції, робота була продовжена.

### Науковий
З самого початку діяльності Товариства основна його робота була зосереджена в секціях.
Діяльність Товариства була спрямована на дослідження природи Півдня України та вирішення науково-практичних регіональних проблем. Рівень розв'язання природничо-наукових завдань в значній мірі визначався тим, що Товариство не мало розвинутої матеріально-технічної і лабораторної бази. Тому його члени зосереджували зусилля на польових спостереженнях, зборі і обробці природного матеріалу, що теж мало значення, оскільки великий регіон Півдня України був ще вкрай недостатньо досліджений в цьому плані. Разом з тим у Товаристві почала реалізовуватись програма дослідження флори степів Півдня України, що була запропонована О. А. Янатою, а також програма фенологічних та природоохоронних спостережень на Миколаївщині, яку очолили О. А. Яната, О. П. Сапожніков, М. І. Фадєєв, П. В. Крижевський. О. А. Яната розгорнув у Товаристві актуальну програму по вивченню лікарських рослин і започаткував розвиток промислу по збиранню лікарських трав в околицях Миколаєва. В Товаристві були також започатковані дослідження із зоогеографії України, еколого-експериментальне вивчення видоутворення, біологічні засоби боротьби зі шкідливими для сільського господарства комахами.
Характерною ознакою Товариства був тісний зв'язок його діяльності з місцевими потребами краю. Товариство виконувало різноманітні роботи за завданнями міської адміністрації, земств. Виконувались також завдання центральних наукових установ.
Так, у 1911 р. Миколаївське міське управління звернулося до Товариства з пропозицією взяти на себе турботу про охорону тутових дерев з метою розвитку на Миколаївщині шовківництва. Товариство заснувало секцію шовківництва та запропонувало такі заходи: скласти угоду з Одеським комітетом шовківництва про спільну діяльність, якою передбачити поставку від одеських шовководів садженців; там, де дозволяє місцевість, здійснювати посадку тутових лісосмуг; спорудити загальну піч для сушки коконів; з метою залучення населення до шовківництва, встановити раціональну норму збуту коконів; пропагувати розвиток шовківництва шляхом безкоштовного розповсюдження відповідної літератури, яка надходила з Одеси.
У відповідь на пропозицію Московського товариства акліматизації тварин і рослин було організовано орнітологічний гурток і розпочато систематичні спостереження за перельотами птахів.
Секція фізики займалась дослідженням в галузі прикладної фізики, астрономії, метеорології. Члени влаштували метеорологічні спостереження та збір метеорологічної статистики в місті з метою ознайомлення його жителів та мешканців околиць із станом погоди: вологістю, атмосферним тиском, напрямами і силою вітру, температурою. Члени секції займалися виготовленням найпростіших приладів з фізики для Музею Товариства і народних шкіл.
Товариство різнобічно сприяло навчальній і науково-дослідній діяльності навчальних закладів в галузі природничих наук, в першу чергу ботаніки, зоології, геології, фізики, хімії та математики.
Товариство передавало навчальним закладам м. Миколаєва та Херсонському губернському музею дуже цінні колекції рослин, тварин, мінералів, гірських порід. Ці колекції підвищували рівень викладання відповідних дисциплін, забезпечуючи його наочність і конкретність.
На засіданнях Товариства та в його виданнях висвітлювалися результати спостережень над поширенням окремих видів тварин і рослин. Проблеми морфології, систематики. Досягнення у вивченні флори і фауни. Серед членів Товариства виявився інтерес і до розробки питань теоретичного характеру, наприклад, в галузі еволюційної теорії та загальних проблем біології.
Особлива увага приділялася розробці педагогічних проблем, методиці викладання окремих дисциплін, практичному здійсненню педагогічних ідей. Поряд з освітніми екскурсіями велися практичні заняття з ботаніки, зоології, фізики, хімії.
Серед широкого кола питань і проблем значний інтерес представляє участь його членів у з'їздах природознавців та працівників сільського господарства, освітян.
Миколаївське товариство аматорів природи активно включилося у систему наукових комунікацій. Його члени брали участь у міжнародних та російських наукових конференціях і з'їздах, друкували свої праці у наукових виданнях, підвищували кваліфікацію. Здійснювався активний обмін науковими виданнями з багатьма науковими центрами.

### Культурно-просвітницький
У Товаристві велася активна лекційна діяльність. Окрім систематичних циклів, практикувалися і разові публічні лекції різної тематики.
Товариство організовувало продаж декоративних риб, кормів для риб, водяних рослин. В Аркасівському сквері перед деревами були поставлені таблички з їх російськими та латинськими назвами, організовувалась безпрограшна лотерея; на міських гуляннях демонстрували кінематографічні картини з природознавства.
Важливою була екскурсійна діяльність на природу та в музеї та доповіді з природознавства на загальних зборах.
Левову долю в екскурсіях займали проблеми охорони довкілля. В Товаристві існувала Комісія охорони памятників природи і старовини, основні завдання якої зводилися до дослідження флори і фауни Півдня України та охорони реліктових рослин, цілинних степових ділянок. У своїй природоохоронній діяльності Товариство підтримувало тісний контакт з Кримським товариством природознавців і аматорів природи, Севастопольською біологічною станцією, Нікітським Ботанічним садом, Кримським Союзом мисливців.
Науково-екскурсійні проекти Товариства сприяли організації виставок.
Соціально-економічні та гуманітарні напрямки популяризації діяльності включали лекції з питань політекономії, фабричного законодавства, кооперативного руху, педагогіки, історії літератури і мистецтва, психології, філософії, антропології, археології, етнографії.
Згідно Статуту, МТАмП мало власну бібліотеку та музей, що мали на меті популяризувати, інформувати про сільськогосподарські і природознавчі знання шляхом організації ряду систематичних читань, оглядів для слухачів різного віку.
Музей і бібліотека постійно поповнювалися, розроблялися рекомендації щодо використання мінеральних добрив в залежності від складу грунтів, питаннями дренажу полів і висушування боліт; визначалися придатність місцевості для риття артезіанських або інших колодязів; складалися поради щодо розведення тих або інших культурних сортів рослин і порід тварин; збиралися та використовувалися лікарські рослини; визначалися шкідливі і корисні комахи краю. Важливе місце в діяльності музею займав розгляд питань щодо розвитку промисловості краю, визначення характеру місцезнаходження корисних будівельних матеріалів. Важливою функцією музею було забезпечення навчальних закладів природничо-історичними та іншими колекціями.

### Видавничий
Статутом Товариства було передбачено видавництво журналу для ознайомлення та популяризації природничих знань, досліджень, досягнень природничо-історичного краєзнавства серед науковців і широкого кола любителів природи. Протягом 1910—1916 рр.  виходив журнал «Природа».